# Pampasatyrus gyrtone
Pampasatyrus gyrtone är en fjärilsart som beskrevs av Berg 1878. Pampasatyrus gyrtone ingår i släktet Pampasatyrus och familjen praktfjärilar. Inga underarter finns listade i Catalogue of Life.